# Carinanevel
De Carinanevel (ook bekend als de Grote Nevel in Carina of NGC 3372) is een heldere nevel in het sterrenbeeld Kiel, die verscheidene open sterrenclusters omvat. Twee van de zwaarste en helderste sterren van het melkwegstelsel, Eta Carinae en HD 93129A bevinden zich in Carina. De Carinanevel ligt op een geschatte afstand van 6.500 tot 10.000 lichtjaar van de aarde. De nevel bevat meerdere O-type sterren, de heetste en meest blauwe sterren die er bestaan.
De Carinanevel is een van de grootste diffuse nevels aan de hemel. Hoewel hij ongeveer vier keer zo groot is en helderder dan de Orionnevel, is de Carinanevel minder bekend, doordat deze zich ver op het zuidelijk halfrond bevindt. De nevel werd rond 1751 ontdekt door de Franse astronoom Nicolas Louis de Lacaille in de buurt van Kaap de Goede Hoop.

## Eta Carinae

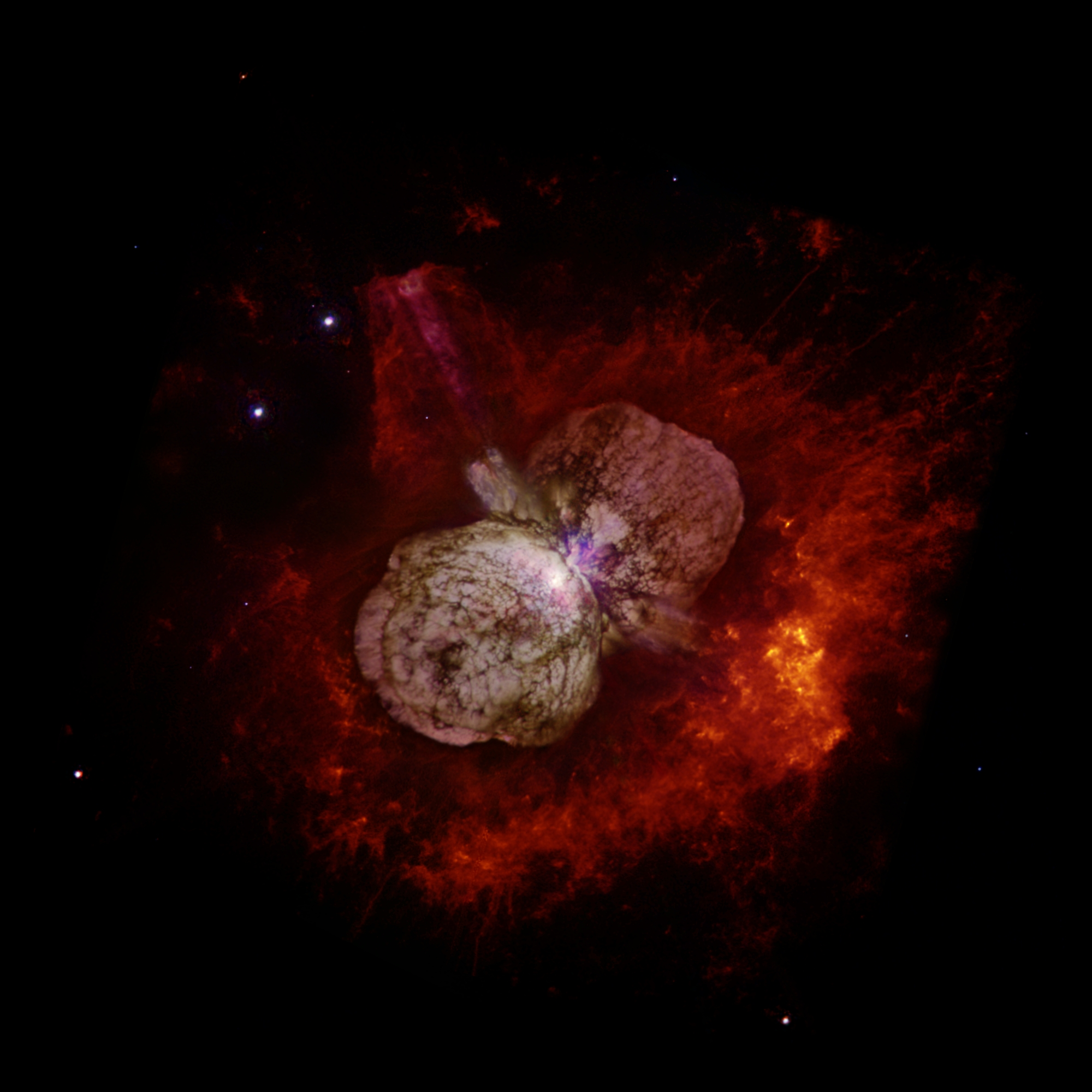
De Homunculusnevel met in het midden de ster Eta Carinae.

Binnenin de grote heldere nevel bevindt zich nog een kleinere nevel, de Sleutelgatnevel. Vlak daarnaast bevindt zich de ster Eta Carinae, een lichtsterke hyperreus die omgeven is door een eigen nevel. Deze kleine nevel staat bekend als de Homunculusnevel (Latijn voor mannetje), en vermoed wordt dat deze ontstaan is uit de uitstoot van een uitbarsting rond 1843. Eta Carinae heeft naar schatting ongeveer 100 tot 150 keer zoveel massa als de Zon. De lichtkracht is ongeveer 5 miljoen keer zo sterk als de Zon. Deze ster is de zwaarste ster die tot in detail bestudeerd kan worden. Er zijn verscheidene sterren die waarschijnlijk zwaarder en lichtsterker zijn dan Eta Carinae, maar goede gegevens over deze sterren ontbreken. Sterren met een massa van 80 keer die van de Zon produceren meer dan een miljoen keer zoveel licht als de zon. Deze zijn zeldzaam. Naar schatting bestaan er slechts tientallen in een sterrenstelsel met de grootte van de Melkweg. Waarschijnlijk bevinden ze zich allemaal dicht bij de Eddingtonlimiet, de grens waarop de stralingsdruk de overhand krijgt op de gasdruk (door de zwaartekracht) van de ster. Sterren van meer dan 120 keer de massa van de Zon overschrijden deze theoretische limiet, waarbij hun zwaartekracht nauwelijks sterk genoeg is om het gas van de ster bijeen te houden ten opzichte van de stralingsdruk. Deze sterren zullen uiteindelijk een supernova of hypernova worden en als zwart gat eindigen. Dit zal waarschijnlijk ook het lot zijn van Eta Carina.

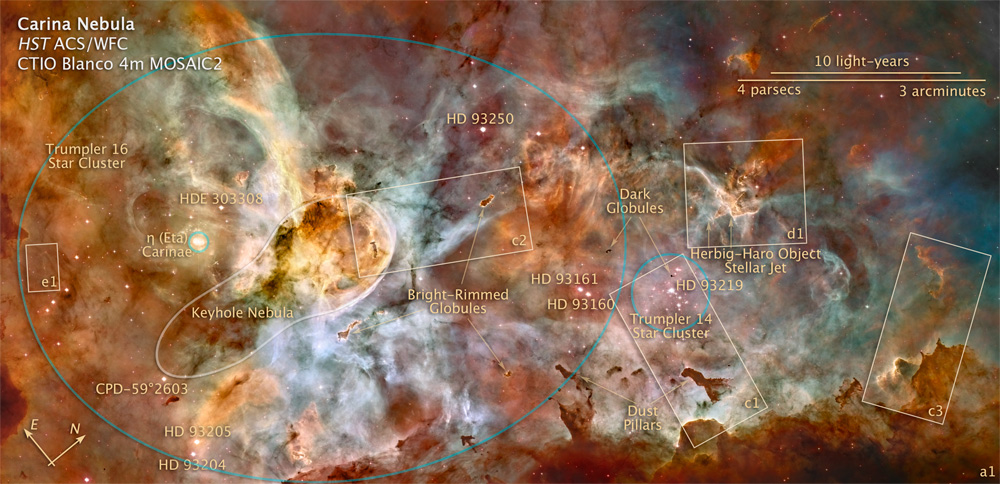
Valse-kleuren foto/diagram van de Carinanevel (inzoombare versie) Bron: Hubble/NASA/ESA

De effecten van Eta Carinae op de Carinanevel kunnen rechtstreeks geobserveerd worden. De donkere bolwolken in de foto rechts alsmede enkele minder goed zichtbare objecten hebben "staarten" die precies van de ster af wijzen. De hele nevel zag er voor de uitbarsting van rond 1843 anders uit, doordat door de stofwolken in de toen ontstane Homunculusnevel de hoeveelheid ultraviolette straling die in de nevel wordt gestraald, drastisch deed afnemen.

### Sleutelgatnevel
John Herschel beschreef in 1847 een kleine donkere nevel in de Carinanevel dat later de naam Sleutelgatnevel (Keyhole Nebula) kreeg. Deze nevel is een relatief kleine en donkere wolk van koele moleculen en stof, met heldere filamenten van warm, fluorescerend gas, die afsteekt tegen heldere nevel op de achtergrond. De middellijn van de Sleutelgatnevel is ongeveer 7 lichtjaar.

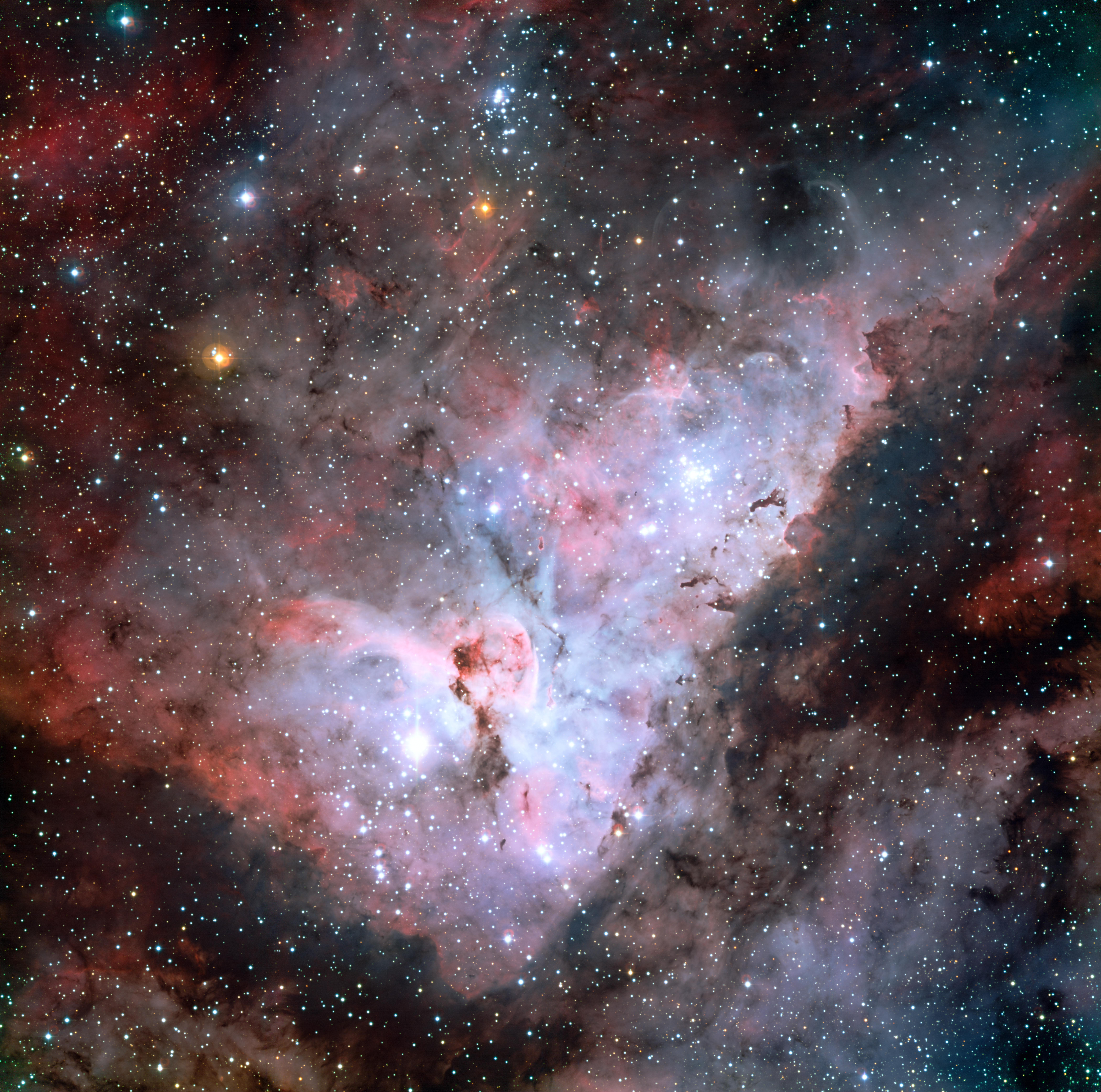
Carinanevel met fijne details van sterren en stof. ESO
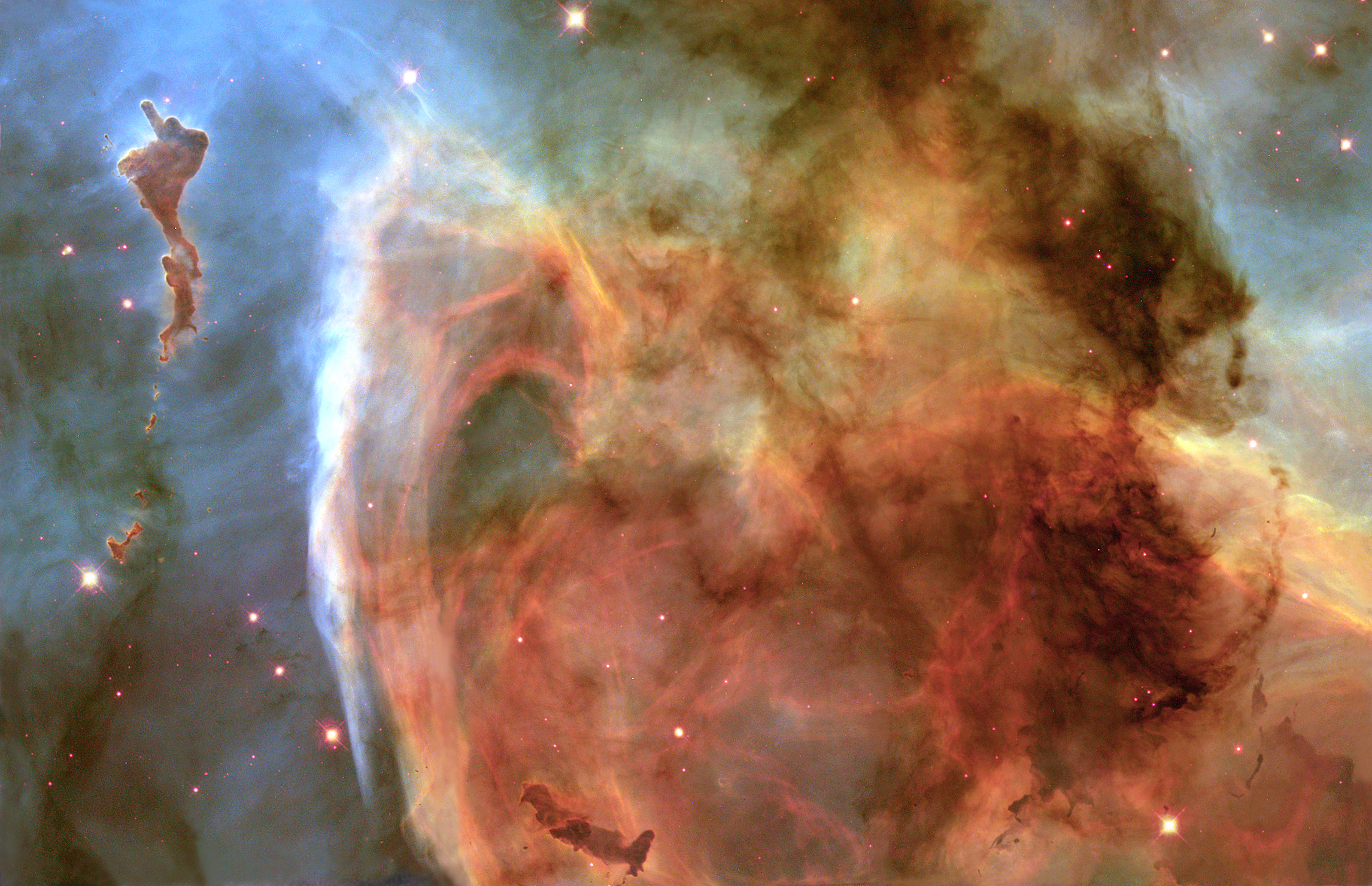
Keyhole Nebula, waargenomen met de Hubble Space Telescope. De kleine nevel links kreeg de bijnaam "vinger van God" vanwege het gebaar dat hij lijkt te maken.
Open sterrenhoop Trumpler 14 met de Multi-conjugate Adaptive optics Demonstrator (MAD) op de Very Large Telescope van ESO. De sterrenhoop (cluster), die maar een half miljoen jaar oud blijkt te zijn, dus relatief jong — zit aan de rand van het midden van de Carinanevel, 8000 lichtjaar in de richting van het sterrenbeeld Carina (Kiel). Trumpler 14 is niet alleen de jongste, maar ook een van de rijkste sterhopen in de nevel.